# Edward Sadomba
Edward Takarinda Sadomba (sinh ngày 31 tháng 8 năm 1983) là một cựu cầu thủ bóng đá người Zimbabwe thi đấu ở vị trí tiền đạo.

## Sự nghiệp
Sinh ra ở Harare, Sadomba thi đấu cho Kambuzuma United, Maritzburg United, Dynamos, Liga Desportiva de Maputo, Al-Hilal, Al-Ittihad Kalba, Al-Ahly (Benghazi) và Al-Ahli (Tripoli).
Anh đại diện Zimbabwe thi đấu từ 2006 đến 2014, ghi 1 bàn thắng trong 15 lần ra sân.